# 仰光地鐵
仰光城市轨道交通（緬甸語：  ; 简称为YUMRT ）是缅甸最大城市仰光规划中的快速城市轨道交通系统。其首条线路预计于2027年完工，届时将成为缅甸首个城市轨道交通系统。

## 历史
2015年，日本国际协力机构（JICA）提出初步提案，设想在仰光修建两条地铁线路，缓解仰光严重的交通拥堵问题，促进城市的可持续发展。  
2019年4月，JICA宣布将向缅甸交通部提供该项目援助，并确认首先修建一条18公里长的高架线路。 

## 线路概况
仰光城市轨道交通的首条线路为一条18公里长的高架线路，设有13个车站，从拉伊塔雅站出发，沿仰光-勃生公路延伸，跨越拉伊河，经过巴亚瑙桥北侧，最终抵达帕拉米站。